# Mitreu Barberini
Mitreu Barberini é um dos mitreus mais bem conservados de Roma, descoberto em 1936 abaixo da fachada posterior do Palazzo Barberini na Via delle Quattro Fontane e na Via San Nicola da Tolentino. O edifício original, do século II, teve sua porção ocidental transformada num mitreu em algum momento do século III.

## Descrição
A sala principal do mitreu mede 11,85 x 6,25 metros e está coberta por uma abóbada de berço. Ao longo dos lados estão grandes bancos de alvenaria, típicos de edifícios do tipo. O elemento de maior interesse, contudo, do pequeno santuário é a pintura na parede do fundo, similar à do Mitreu de Marino e do Mitreu de Cápua.
No quadro central está a típica cena da tauroctonia: Mitra sacrifica o touro, cujo sangue é bebido por um cachorro e por uma serpente enquanto um escorpião pica seus testículos. Dos lados dele estão os tocheiros Cautes e Cautopates, que ajudam no sacrifício segurando suas tochas. No alto, duas linhas representam a abóbada celeste, entre as quais estão representados os signos do zodíaco; no centro está uma divindade com cabeça de leão sobre um globo e circundado por uma serpente enrolada (que representa a espiral do tempo, ou seja, a eternidade). No alto, nos ângulos da direita e da esquerda, estão imagens do sol e da lua. Dos lados da cena central estão dez pequenos quadrados de dimensões variáveis em duas bandas verticais contando a história sagrada de Mitra (começando à esquerda de cima para baixo e seguindo para a direita, também de cima para baixo):
1. Zeus fulmina os gigantes
2. Saturno
3. Mitra nascendo de uma rocha
4. Mitra faz verter água de uma rocha atingindo-a com uma flecha
5. Mitra transporta o touro
6. Banquete místico
7. Mitra na quadriga solar
8. Pacto de aliança entre Mitra e o sol
9. Mitra ajoelhado entre duas árvores
10. Mitra golpeia com o casco de um touro o deus Sol, que está ajoelhado diante dele (cena de iniciação)

O Mitreu Barberini e o Mitreu de Santa Prisca são os únicos mitreus pintados de Roma e fornecem importantes informações sobre a mitologia e os rituais do mitraísmo.